# 甲子信用組合

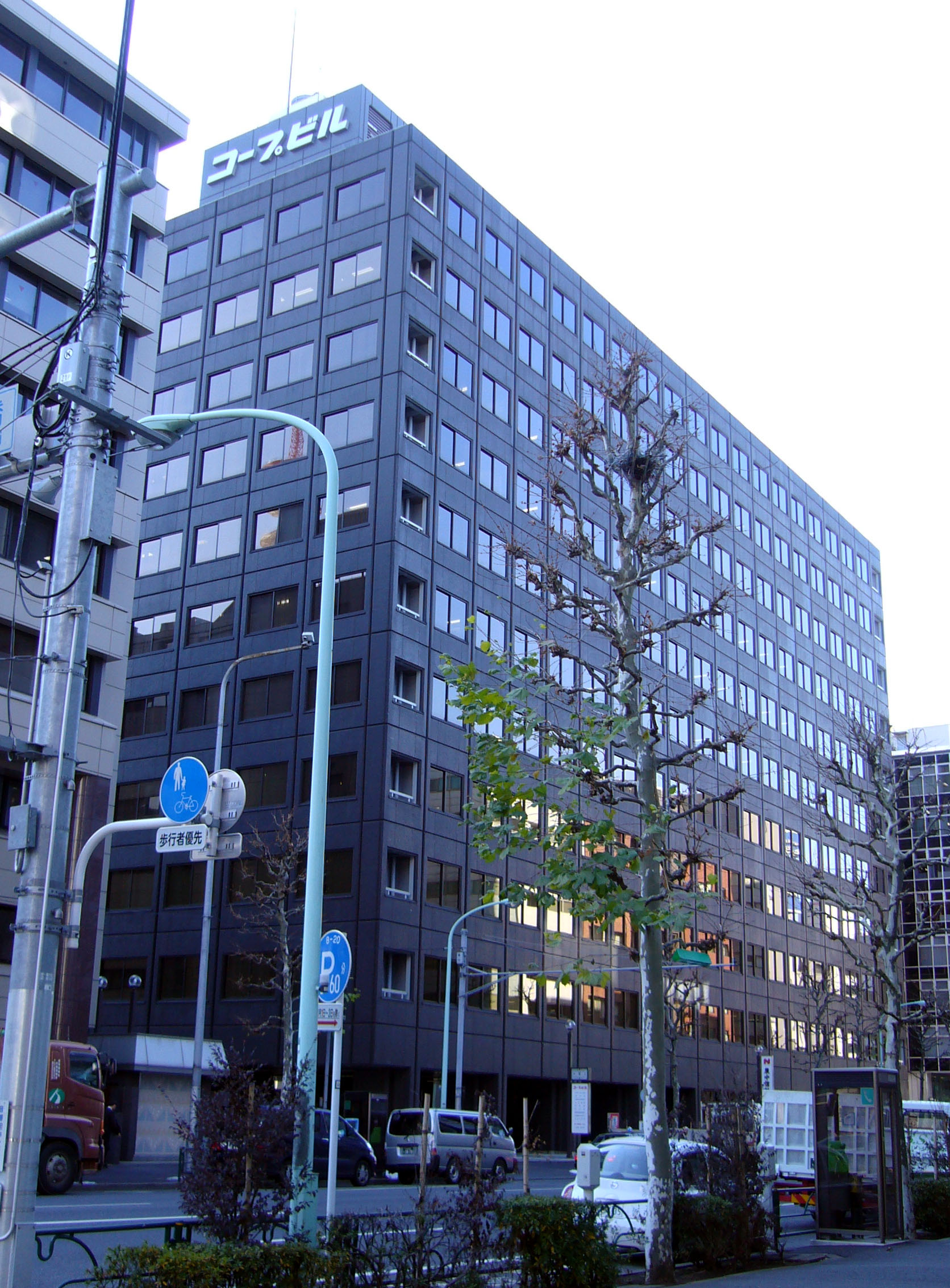
本店が入居するコープビル（2012年1月）

甲子信用組合（こうししんようくみあい、英:Kohshi Credit Cooperative）は、かつて存在した信用協同組合。東京都千代田区に本店を置いていた。

## 概要
農林中央金庫の従業員を対象とした職域信用組合である。1924年に、産業組合中央金庫の役職員を中心に、関東大震災後の役職員の住宅復旧資金の供給を目的に、保証責任甲子信用購買利用組合として設立された。住宅ローンなどの利用率が低下したことから役割を終えたとして、2016年6月27日の組合総代会にて解散を決議。口座の解約手続きを進め、貸出金は他の金融機関に承継、出資金は残余財産とともに返還し、2017年1月末で清算結了となった。

## 沿革
- 1924年6月 保証責任甲子信用購買利用組合設立
- 1950年　甲子信用組合に改組
- 2009年1月 本店を、千代田区内神田のコープビル5階へ移転
- 2016年6月 組合総代会において解散決議
- 2017年
  - 3月 ATMおよびインターネットバンキングの稼働を停止し、加えて提携先でのキャッシュカードの利用も停止し、全銀システムへの接続も解除。
  - 6月 組合総代会において同年9月末の解散を承認。2018年1月下旬に清算の予定[3]。
  - 9月 解散[4]。
- 2018年1月31日 清算結了

## 脚註
1. 1 2  甲子信用組合、解散へ 農林中金の役職員が組合員日本経済新聞 2016年6月28日
2. 1 2  甲子信用組合解散へ 92年の歴史に幕農業協同組合新聞 2016年6月28日
3. ↑  甲子信組、9月末の解散を総代会承認日本経済新聞 2017年6月27日
4. ↑  解散広告 (PDF) 甲子信用組合 2017年10月2日